# Филумена Мартурано
«Филумена Мартурано» (итал. Filumena Marturano) — комедия в трёх действиях Эдуардо Де Филиппо, написанная в 1946 году и включенная им в сборник «Песней по чётным дням». Одно из самых известных произведений драматурга. Пьеса неоднократно экранизировалась. Она была переведена на несколько иностранных языков, включая русский и поставлена на подмостках различных театров всего мира.

## История
Пьеса была написана автором в 1946 году для своей сестры, актрисы Титины Де Филиппо, которая первой сыграла роль Филумены Мартурано. Вслед за ней исполнительницами этой роли в спектаклях и телеспектаклях были Реджина Бьянки, Пупелла Маджо, Валерия Морикони, Иза Даниэли, Лина Састри и Марианджела Мелато.
Премьера комедии на неаполитанском языке состоялась 7 ноября 1946 года на сцене театра Политеама в Неаполе. Постановка имела такой успех у публики, что актёры, игравшие в премьерном спектакле, были приняты римским папой Пием XII на частной аудиенции.
В 1951 году Эдуардо Де Филиппо экранизировал комедию, в которой сыграл вместе с сестрой. В 1962 году им же была создана версия для телевидения с Реджиной Бьянки в главной роли. В 1964 году Витторио Де Сика по комедии снял фильм «Брак по-итальянски» с Софи Лорен и Марчелло Мастроянни в главных ролях. Одной из известных театральных постановок пьесы за границей Италии была постановка 1977 года в Лондоне режиссёра Франко Дзеффирелли с Джоан Плаурайт в главной роли.

## Сюжет

### Действующие лица
- Филумена Мартурано
- Доменико Сориано
- Альфредо Аморозо
- Розалия Солимене
- Диана
- Умберто
- Риккардо
- Микеле
- Адвокат Ночелла
- Лючия, служанка
- Терезина, портниха
- Первый официант
- Второй официант

### Действие первое
Все три действия проходят в наследственном родительском доме Доменико Сориано.
Первое действие начинается со сцены неистового негодования. Доменико обвиняет «весь переулок, квартал, Неаполь, мир» и Филумену Мартурано в том, что его одурачили. Из перебранки Доменико и Филумены мы узнаём историю их отношений.
Доменико — 52 года, бездетный холостяк. Филумена — 48 лет, «плебейского происхождения», неграмотная. Их связь длится 25 лет. Она живёт в его доме, но ему не жена.
Отец Доменико был «одним из самых богатых кондитеров Неаполя», что позволило удовлетворить страсть Доминико к скачкам и лошадям. Сын стал владельцем богатых конюшен, его породистые рысаки завоёвывали первые премии.
Один из его бывших наездников, Альфредо Аморозо, 60 лет, стал его шофёром и сводником.
Женщины, как и лошади, также были страстью Доменико.
Брак с первой женой не мешал ему посещать регулярно бордель, где Доменико и «познакомился» с Филуменой. Она ему приглянулась и он снял для неё квартиру.
Безымянная жена безвременно усопла, но надежда Филумены на брак с Доменико тщетна. Однако и отпустить её он не хотел, и она просто переехала в его особняк.
В период заработков проституцией, Филумена трижды рожает мальчиков («От кого? От таких же, как и ты. Потому что все мужчины одинаковы»).
При её первой беременности подруги по борделю советовали сделать аборт, Филумена обратилась с мольбой к Деве Марии, и был ответ: «Дети есть дети».
Жизнь с Доменико не была радостной для Филумены: «Я вела твой дом лучше, чем твоя жена. Я ему ноги мыла всю жизнь и ни разу не почувствовала, что он оценил мою преданность. Ни разу! Всю жизнь я как будто твоя рабыня и меня в любое время можно выставить за дверь… И он до сих пор приносит носовые платки, выпачканные губной помадой. Меня тошнит от этого».
Филумена терпела ради детей. Она тайком обкрадывала Доменико и на эти деньги растила детей, платила за их образование и обеспечила первоначальный капитал для бизнеса. Дети не знали своей матери. Старший сын, Микеле, 26 лет, руководит водопроводной мастерской. Средний, Риккардо, — владелец магазина сорочек. Умберто — бухгалтер и литератор.
Доменико намерен жениться на своей очередной пассии Диане («тошнотворная девка», «вяленая рыба» по определению Филумены). Филумена может оказаться на улице. И она решает обманом вынудить Доменико узаконить их связь. Филумена изображает смертельную болезнь и высказывает последнюю просьбу заключить брак с Доменико. Доменико равнодушен к болезни Филумены: он обнимается с Дианой возле постели «больной». Но соглашается. Брак узаконен священником, свидетели — Альфредо Амарозо и Розалия Соломене, служанка Филумены.
Как только падре ушёл, Филумена сама открыла обман, вскочив с постели с поздравлениями. Это вызвало бурю гнева, которой и открывается первое действие. Вторым потрясением для Доменико было узнать, что у Филумены трое детей, что он их содержит, что они должны носить его фамилию и жить в его доме.

### Действие второе
Розалия Соломене рассказывает Альфредо Амарозо о своей жизни. Родилась в 1870 году «в семье бедных, но честных родителей», вышла замуж в 1887, родила тройню, рано овдовела, жила в подвале, делала мухоловки, торговала гробами и бумажными колпаками. Дети разъехались: кто в Америку, кто в Австралию. Филумена жила в том же переулке, играла с её детьми, потом взяла с собой в дом Доменико.
Доменико печалится о том, что унесли годы: «Париж, Лондон, Буэнос-Айрес… скачки… Я чувствовал себя господином вселенной!».
Альфредо вторит ему: «Великая лошадь! Круп у неё был… Когда я смотрел в лицо её зада, мне казалось, что это полная луна. Я был влюблён в эту лошадь! Наверное, поэтому и разошёлся с парикмахершей».
Диана, адвокат и Доменико запираются в его кабинете. Приходят три сына, вызванные письмами Филомены. Они не знают о своём родстве, быстро надоедают друг другу и затевают драку. Адвокат объясняет Филумене, что брак недействителен. Филумена объявляет молодым людям, что она их мать. Она рассказывает о своём нищем детстве: жили в подвале, летом душно, зимой холодно, постоянное недоедание, ожесточённость людей. По примеру подруги пошла работать в бордель, с семьёй порвала. И всё же сумела вырастить детей. Старший и младший, Микеле и Умберто, радуются обретению матери. Микеле предлагает Филумене переехать к нему. Средний сын, Риккардо, молча уходит. Филумена соглашается аннулировать брак. Она делает признание Доменико, что один из сыновей от него, но отказывается назвать кто именно.

### Действие третье
Десять месяцев спустя. День свадьбы Доменико и Филумены. Розалия по поручению Филумены ставит свечки перед алтарём Мадонны. Доменико встречается с тремя сыновьями и пытается выяснить, кто из них более походит на него. Но «следствие» не даёт результатов. Как и Доменико, все трое любвеобильны. С другой стороны, Доменико хорошо поёт, а у братьев нет слуха. Доменико выпытывает у Филумены, какой сын его. Филумена объясняет, что должно быть равенство между братьями, иначе они станут врагами из-за денег.
Церемония.
Филумена придумала для себя закон, которому и следовала: смеяться, а не плакать. Объясняла так: «Когда знаешь только плохое — не плачешь». Филумена: «Как хорошо плакать». Доменико: «Дети есть дети».

## Комментарии
1. ↑  В постановках на русском языке роль Филумены Мартурано играли Цецилия Мансурова[3] на сцене Театра имени Евгения Вахтангова, Инна Чурикова на сцене Театра Ленинского Комсомола[4], Ирина Муравьёва[5] на сцене Малого театра и Ольга Богданова[6] на сцене Театра Российской Армии.